# الصور الرقمية في البرمجيات التعليمية
الصور الرقمية في البرمجيات التعليمية، إنَّ إدراج الصور الرقمية لمحتوى البرمجية التعليمية من العناصر الفنية الأساسية التي تساعد على تقريب المفهوم إلى ذهن المتعلم، وتساعد على زيادة تركيزه وتشويقه لتلقي المادة التعليمية المعروضة. ويجب أن تدرج هذه الصور الرقمية في أماكنها المناسبة والصحيحة داخل المتن من أجل أن تحقق الأهداف التربوية المنشودة.

## مفهوم الصور الرقمية
هي صور مولدة من خلال الحاسب الآلي والكاميرا الرقمية أو على الأقل معززة بهما. ويتم التعامل معها ومعالجتها وتخزينها وتحميلها أو تنزيلها على الحاسب الآلي أو على الإنترنت...إلخ.
كما يمكن الحصول على الصور الرقمية بطريقتين:
- استخدام برامج الرسومات، وعادة يستخدمها المصممون لإعداد الرسومات المختلفة التي تتوافق مع حاجاتهم ومن هذه البرمجيات (بينت شوب برو، الفوتوشوب، بنت).
- الصور التي تضاف من مصادر خارجية سواء باستخدام الماسح الضوئي (Scanner) أو من خلال الكاميرات الرقمية (Digital Camera) (الزهراني، 2012م).[1]

## مراحل إنشاء الصور الرقمية
هناك مجموعة من المراحل والخطوات التي تمر بها عملية إنشاء الصور الرقمية، ووضح (النجار، 2012م) هذه المراحل كما يلي:
- مرحلة توفير التجهيزات المادية والبرمجية.
- مرحلة تحديد المواد المراد إنشاء صور رقمية لها.
- مرحلة التقاط الصور الرقمية.
- تحديد مواصفات التشغيل.
- حفظ الصور الرقمية على جهاز الحبيب.

وفيما يلي شرح لكل مرحلة من هذه المراحل كما يلي:

### المرحلة الأولى
مرحلة تحديد التجهيزات المادية والبرمجية:
يتم في هذه المرحلة تحديد التجهيزات المادية والبرمجية اللازمة لإنشاء الصور الرقمية، ويمكن تحديد التجهيزات المادية والبرمجية للصور الرقمية فيما يلي:

#### التجهيزات المادية
- الحاسبات الآلية.
- الماسحات الضوئية.
- الكاميرات الرقمية.

#### أما عن التجهيزات البرمجية فمنها
- برامج التقاط الصور.
- برامج تحرير الصور.
- نظم إدارة الصور الرقمية.

### المرحلة الثانية

#### مرحلة تحديد المواد المراد إنشاءصور رقميةلها
يتم في هذه المرحلة تحديد المواد المراد إنشاء الصور الرقمية لها مثل الرسومات واللوحات والصور الضوئية والمواد المطبوعة، والمواد الشفافة، مثل: المخطوطات، والخرائط والرسومات الهندسية والمعمارية.

### المرحلة الثالثة

#### مرحلة التقاطالصورة الرقمية
هناك نوعان من أنواع التقاط الصورة الرقمية، وهما:
النوع الأول: الالتقاط التناظري غير المباشر (Indirect Analogue Capturer IAC):
وفيه يتم استخدام كاميرات الأفلام لتصوير الأشياء في شكلها الأصلي، ثم بعد ذلك تحويلها إلى الماسح الضوئي، وفيها يتم الحصول على الصور الضوئية أولاً ثم بعد ذلك يتم بناء الشكل الرقمي لها.
النوع الثاني: الالتقاط الرقمي المباشر (Direct Digital Capture DDC):
وفيه يتم التقاط الصور الرقمية مباشرة من الأصل بواسطة كاميرات رقمية.
ويتميز الالتقاط الرقمى المباشر عن طريق الكاميرات الرقمية بعدة مميزات منها:
- الفورية حيث يمكن رؤية الصورة بعد التقاطها مباشرة.
- يمكن فحص الصورة للتأكد من التقاط الصورة المطلوبة من دون انتظار عودة الصورة من المختبر أثناء تحميضها في الشكل التناظري.
- يتطلب الحصول على صورة رقمية بواسطة المسح وقت أطول عن التقاطها بالكاميرات الرقمية حيث يجب الانتظار حتى يتم (تحميض) الفيلم وطباعته.
- يتطلب الفيلم و (تحميضه) تكاليف إضافية قد تكون عالية وخصوصًا أنه يجب التقاط واجهات متعددة من اللقطات المهمة لأسباب الأمان.

### المرحلة الرابعة

#### تحديد مواصفات التشغيل
يتم في هذه المرحلة تحديد مواصفات التشغيل لبناء الصور الرقمية وهي تحديد درجات الوضوح، وتحديد عمق البتة، وتحديد أشكال الملفات، ويلعب تحديد درجة الوضوح دورا مهمًا في التقاط بالصور لالتقاط كل التفاصيل المهمة.

### المرحلة الخامسة

#### حفظ الصور على جهازالحاسب الآلي:
بعد عملية التقاط الصور الرقمية سواء في الشكل التناظري أو في الشكل الرقمي يتم حفظ الصور الرقمية على جهاز الحاسب الآلي من خلال تحديد ملفات يتم حفظ الصور بها من خلال استخدام نظم إدارة الصور الرقمية حيث يتم من خلال هذه النظم إدارة وتخزين وحفظ واسترجاع الصور الرقمية.

## المعايير والمواصفات
من أهم ما يجب مراعاته عند استخدام الصور الرقمية في عرض المحتوى العلمي للبرمجية التعليمية أن تكون مناسبة للمحتوى، وتشد انتباه المتعلم إلى الأشياء الهامة من المحتوى، وأن يتم عرضها في الوقت المناسب، بحيث تساعد في تبسيط المادة التعليمية.
أما بالنسبة لخصائص الصور الرقمية فينبغي أن تكون دقيقة، وأن تكون سليمة المحتوى، وأن تكتب عليها البيانات كاملة وبكمية مناسبة تحقق فهم المتعلمين لها والاستفادة منها، ويكون إخراجها الفني جيدًا.
كما ينبغي استخدام عنصر الحركة في الصور لتكون أكثر واقعية وتشد انتباه المتعلم وتزيد في رغبته في التعلم بشكل أكبر وأن يتناسب محتواها مع خبرات المتعلمين السابقة، كما ينبغي أن تشتق هذه الصور الرقمية من بيئة المتعلم قدر الإمكان (الهدلق، 2012 م، ص431).

## تعليم مهارات قراءة الصور الرقمية
إذا كان تعلم مهارات القراءة والكتابة قد حظيت بقدر كبير من الاهتمام فإن تعلم مهارات قراءة الصور الرقمية، يحتاج إلى قدر كبير من الاهتمام، ويمكن أن نُعرف مهارة قراءة الصور الرقمية بأنها:
تمكن المتعلم من ملاحظة ووصف محتوى الصورة الرقمية، وتفسير البيانات المتضمنة في الصورة الرقمية، واستنتاج الأدلة والمفاهيم من خلال الصورة الرقمية (بدوي، 2004م).
وقد تبين من الدراسات التجريبية أن النظرة الأولى إلى الصورة تجعل العين تركز فوراً على مراكز الاهتمام وهو شكل عام متميز في الصورة عن بقية العناصر الأخرى، وبعد ذلك تنتقل العين بسرعة على طول الصورة، ثم تبدأ عملية تفحص الصورة وإدراك تفاصيلها الجزئية، واستناداً إلى هذه الحقائق فإن العرض السريع للصورة على المتعلمين لا يجعلهم يرون منها إلا الشكل العام، كما أن التعليمات التي تعطى للمتعلمين لدراسة الصورة يجب أن تكون محددة، وألا تستخدم التعليمات العامة مثل: (ادرسوا الصورة) بل ينبغي أن تنظم أسئلة محددة تبدأ غالباً «بماذا» و«كيف» لتوضيح التفاصيل. وتطرح أسئلة لذكر الأشياء المشابهة لمحتويات الصورة، والسبب في وجود المحتويات والأفكار التي ترمز إليها، مع الحذر من التعميمات السريعة.
لذلك يجب أن نميز بين ثلاثة أنواع أو مستويات في قراءة الصور الرقمية:
- الأول: وفيه يتعرف المتعلم إلى محتويات الصورة ويذكر أسماء كل هذه المحتويات.
- الثاني: يحدد بعض التفاصيل الموجودة في الصورة ويصف مايراه.
- الثالث: يستخلص بعض الأحكام حول الأشخاص أو الأشياء التي تعرضها الصور الرقمية فيربط بين الماضي والحاضر والمستقبل كما يقوم بتفسير مايشاهدة على ضوء خبراته الخاصة (الزهراني، 2012م).[4]